# Kinburn
För andra betydelser, se Kinburn (olika betydelser).

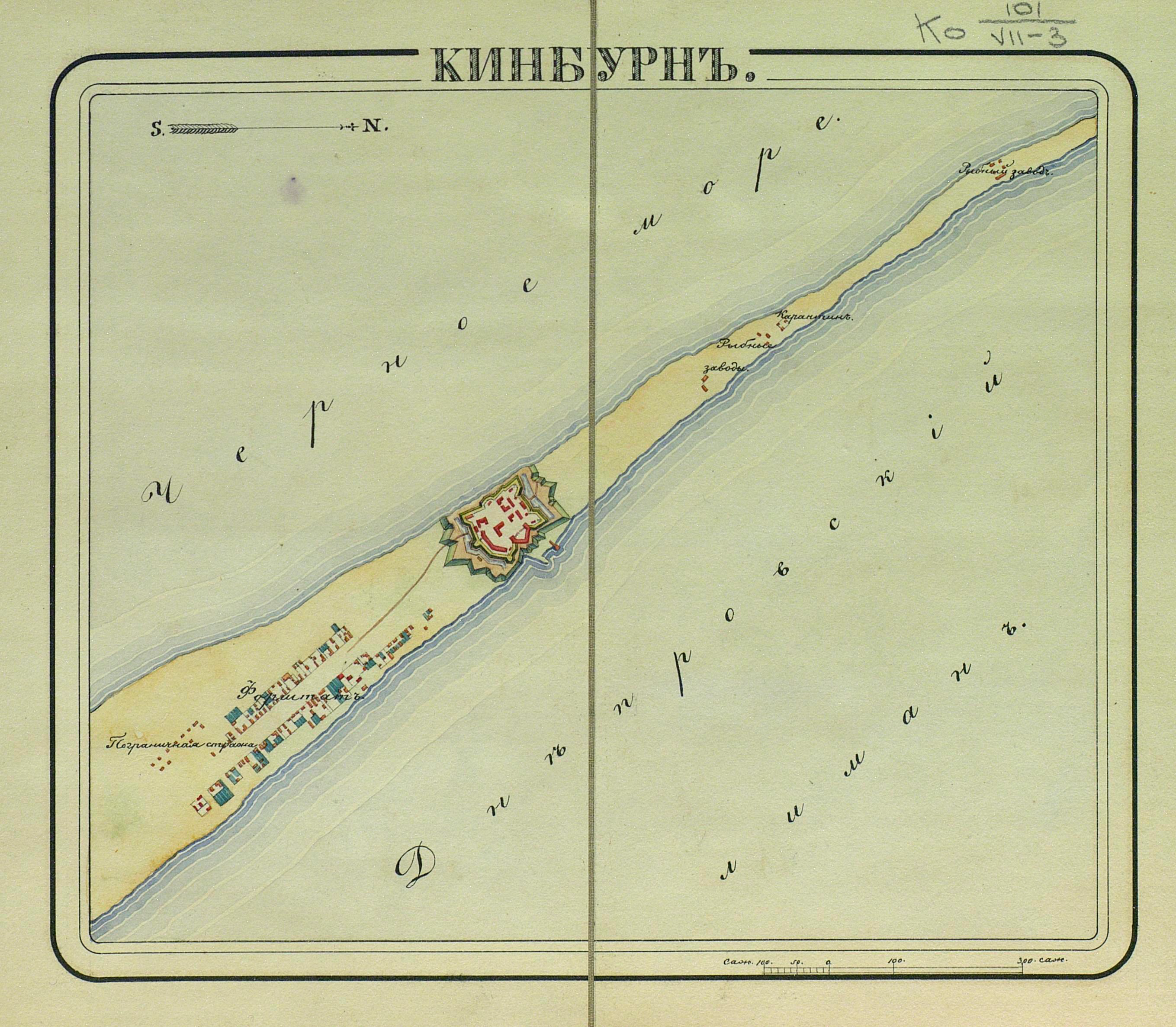
Illustration från 1830-talet med Kinburnfästningen på den smala Kinburnudden. Upptill anges Svarta havet och nedtill Dniproestuariet.
(Norr är åt höger på bilden)

Kinburn (ukrainska: Кінбурн; turkiska: Kılburun) var, till slutet av 1850-talet, en mindre fästning i nuvarande Mykolajiv oblast, Ukraina (i västligaste delen av det dåvarande ryska guvernementet Taurien). Den låg ytterst på Kinburnhalvön, på Kinburnudden, en landtunga på södra sidan av Dnipro-Buh-estuariets mynning i Svarta havet, mitt emot staden Otjakiv. Estuariet är ett gemensamt mynningsområde för floderna Dnipro och Södra Buh.
Fästningen var ursprungligen osmansk, uppförd på 1500-talet. Den förstördes av ryssarna 1736, men återuppbyggdes av turkarna och avträddes till Ryssland i freden i Kutschuk-Kainardji 1774. Den belägrades 1789 förgäves av turkarna, och den 17 oktober 1855 (under Krimkriget) bombarderades den av de allierade västmakterna, varefter den 1500 man starka besättningen kapitulerade och överlämnade åt fienden sina stora förråd. Omkring 1900 var Kinburn en obetydlig ort, bebodd av några fiskare och tulltjänsteman.